# Stade Michel d’Ornano
Stade Michel d’Ornano – stadion piłkarski z siedzibą w mieście Caen, należy do miejscowego klubu piłkarskiego występującego Ligue 1 SM Caen Pojemność jego wynosi 21 500 miejsc.
Nazwa stadionu pochodzi od imienia francuskiego polityka Michała d’Ornano

## Lata budowy
Stadion budowany między grudniem 1991 a czerwcem 1993. Nowy stadion zastąpił stary stadion Stade de Venoix z 1925 roku o pojemności 9.000 miejsc. Inauguracja miała miejsce 6 czerwca 1993 roku.

## Mecze rozgrywane przez reprezentacje Francji
Reprezentacja Francji w piłce nożnej mężczyzn rozegrała na tym obiekcie 2 mecze
- Francja 3:1  Rosja
- Francja 2:0  Izrael